# Pablo Kleinman
Pablo Kleinman é um empresário e jornalista estadunidense nascido na Argentina, pioneiro dos serviços "online" na América Latina. Ele é cofundador e Diretor de operações (COO) da VOZ, uma empresa de mídia hispânica norte-americana com sede na cidade de Dallas, no Texas.
Até janeiro de 2021, ele foi o apresentador da Radio California Libre na rádio KTNQ de Los Angeles. Kleinman, que apresentava o único programa sobre política com linha editorial de centro-direita em todas as rádios de língua espanhola da Califórnia, foi removido do ar por razões ideológicas, depois da polêmica surgida durante as eleições presidenciais de 2020 e das manifestações que ocorreram em Washington nas semanas seguintes. Em nenhum momento a empresa alegou comportamento impróprio por parte do apresentador, embora este tenha acusado a Univisión de tê-lo "cancelado" porque, embora fosse originalmente chamado para oferecer o único ponto de vista conservador da emissora, elo se tornou "insuportável" para a gestão da Univisión após as eleições.
Ele completou seus estudos universitários na Escola de Relações Internacionais da Universidade do Sul da Califórnia (USC, Los Angeles ) e pós-graduação na London Business School e na Escola de Altos Estudos Comerciais de Paris (HEC), onde obteve um Master of Business Administration (MBA).
Quando ele tinha 13 anos, no final de seu primeiro ano no Colégio Nacional de Buenos Aires, Kleinman emigrou com seus pais e irmãos para os Estados Unidos, estabelecendo-se na cidade de Los Angeles. Sua bisavó havia imigrado para os Estados Unidos por Ellis Island na década de 1930 e sua família paterna manteve uma presença contínua no sul da Califórnia desde a década de 1940.
A sua família materna começou a chegar à Argentina no final do século XIX, vinda da Ucrânia. O seu avô viveu em Colônia Maurício, na província de Buenos Aires, uma aldeia de gaúchos judeus fundada pela Jewish Colonization Association.

## Pioneiro do setor tecnológico

O menino da informática, Revista Siete Días, Argentina, 1987

Em 1986, aos 15 anos, Pablo montou uma Bulletin Board System (BBS) através do telefone na Argentina, chamado "TCC: The Computer Connection", um dos primeiros da região e o primeiro a operar sob uma plataforma projetada pela Microsoft . O TCC tornou-se o ano de 1987 no FidoCenter, o primeiro node da rede mundial FidoNet, a primeira rede de computadores de acesso público, ancestral da Internet, na América Latina. Pablo Kleinman foi Coordenador da FidoNet na área entre o México e a ponta sul da América do Sul (Zona 4 da FidoNet) entre 1987 e 1991 . Nesse período, a FidoNet expandiu-se por diferentes países e passou a contar com centenas de pontos de acesso nas principais cidades latino-americanas. Pablo também foi editor de um documento chamado WorldPol , um projeto de constituição para FidoNet, que foi publicado pela primeira vez em 1991 e foi a primeira proposta de organização democrática no meio de redes de computadores.
No início dos anos 90, a FidoNet tornou-se o principal meio de comunicação por computador no mundo em termos de número de participantes e área de cobertura. Muitos de seus participantes originais foram então os pioneiros na instalação da Internet em vários países da região, como Argentina, Brasil e México. Na Internet, Pablo Kleinman participou ativamente dos primeiros grupos de discussão em espanhol e integrou a equipe fundadora de vários grupos de notícias da Usenet dedicados a países da América Latina, como soc.culture.argentina. Pouco depois e durante a década seguinte, Pablo se juntou à equipe fundadora de várias empresas de serviços de Internet, entre elas a Urbita, da qual foi CEO: uma plataforma de informações para viajantes com vários milhões de usuários ativos.

## Jornalismo e mídia

Pablo Kleinman falando sobre política na Telemundo em 2009

Kleinman começou no jornalismo em 1989 como correspondente da Billboard Magazine na América Latina. A Billboard é uma das principais publicações internacionais de maior prestígio no mundo do entretenimento. Kleinman foi quem iniciou a cobertura latino-americana da referida publicação.
Em 2004, fundou o Diario de América, o primeiro jornal de opinião política publicado em espanhol nos Estados Unidos. Em 2013, ele co-fundou, junto com o jornalista espanhol Mario Noya Montañez, a revista El Medio, publicação especializada em assuntos do Oriente Médio. Além disso, ele é um comentarista freqüente sobre questões políticas em várias publicações na região e seus artigos foram publicados em jornais hispânicos, como El Mercurio e La Nación do Chile, Panamá América e La Prensa do Panamá, La Prensa da Nicarágua, El Comercio do Peru, ABC Color do Paraguai, Diario 2001 da Venezuela, El País do Uruguai, La Nación da Costa Rica e Libertad Digital da Espanha, bem como em várias publicações especializadas em os Estados Unidos e no Oriente Médio.
Pablo Kleinman também é um comentarista frequente em vários noticiários e programas de televisão da atualidade, incluindo o noticiário noturno da rede Telemundo em Los Angeles. Ele também participou em numerosas ocasiões como convidado em programas informativos em inglês de várias cadeias dos Estados Unidos e Canadá, geralmente para falar sobre assuntos relacionados à América Latina. Entre 2009 e 2004, Pablo foi o locutor apresentador convidado do principal programa de notícias políticas da estação de rádio Univision America, que foi ao ar em uma dezena de cidades nos Estados Unidos.
Entre novembro de 2019 e janeiro de 2021, foi apresentador da Radio California Libre, um programa diário que era transmitido ao vivo das 10 às 11 da manhã, com conteúdo de notícias políticas vistas do uma perspectiva de defesa enérgica da liberdade e da responsabilidade individual. O referido programa foi produzido pela KTNQ 1020 da Univision, única emissora com informações, notícias e entrevistas da rede Univisión e única emissora com formato de debate e opinião política em espanhol nos Estados Unidos.

## Carreira política
No início de 2009, Pablo Kleinman criou a Fundação Californiana, uma organização educacional sem fins lucrativos reconhecida como tal pelo Governo Federal dos Estados Unidos (501c3), dedicada a reafirmar a noção dos hispânicos como parte integrante da sociedade americana, principalmente através da Iniciativa Romualdo Pacheco, e para educar o público sobre os princípios da auto-suficiência pessoal e economia de mercado, tanto em espanhol como em inglês.

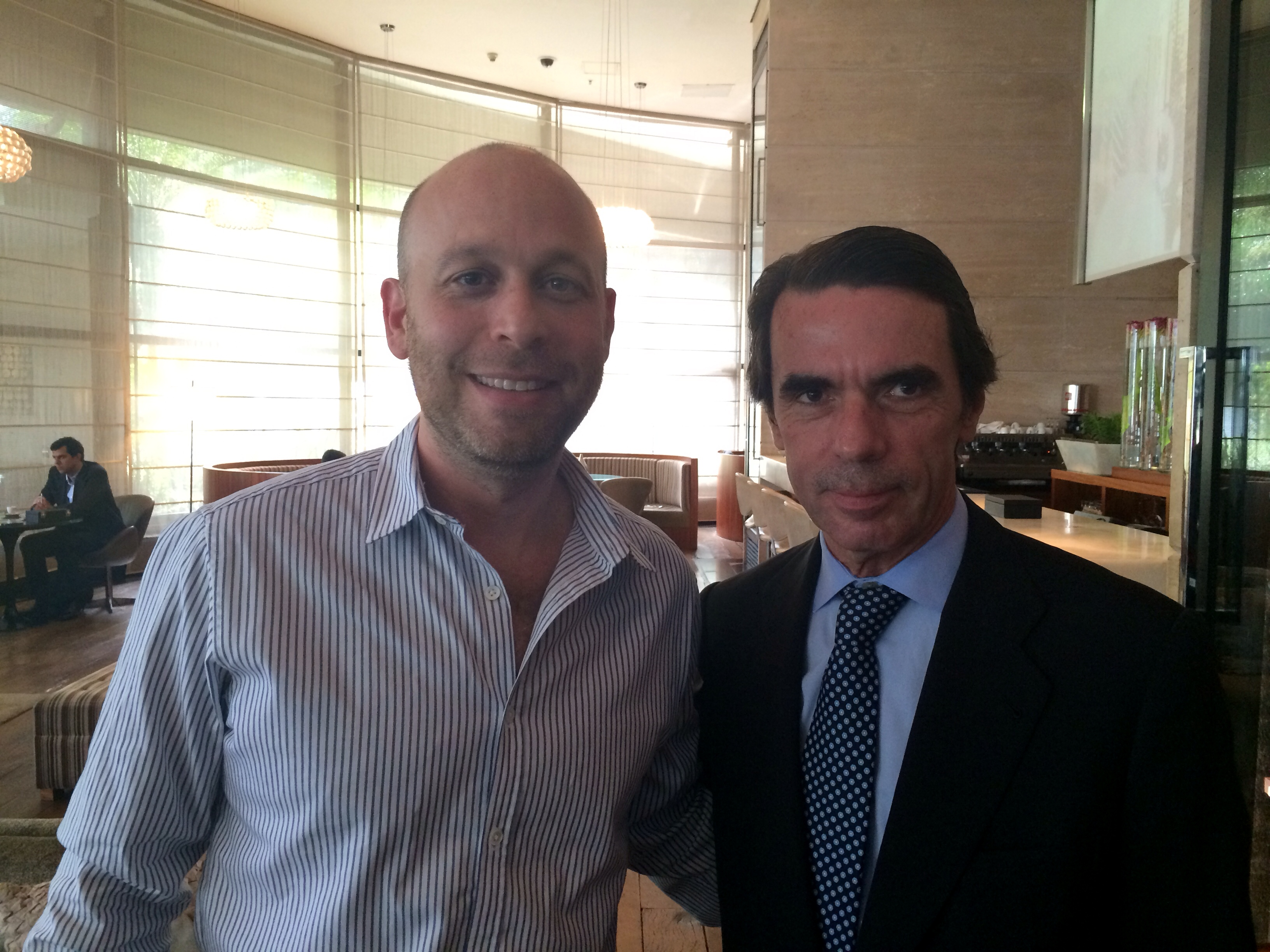
Pablo Kleinman com o ex-presidente do Governo da Espanha, José María Aznar

Em fevereiro de 2014, Kleinman anunciou sua candidatura ao Congresso dos Estados Unidos para contestar o cargo de vice do 30º Distrito Congressional da Califórnia para o democrata Brad Sherman. Apesar da má imagem do Partido Republicano em Los Angeles e da tendência local entre os republicanos moderados de se candidatarem como candidatos independentes, Kleinman se candidatou à Primária como candidato ao Partido Republicano, descrevendo-se como ele mesmo como um republicano da Nova Geração.
A campanha de Kleinman, o primeiro candidato judeu hispânico ao Congresso na história dos Estados Unidos, em um distrito eleitoral com uma grande população judaica e hispânica, gerou uma publicidade muito favorável na mídia e foi vista como a primeira possibilidade séria da Os republicanos vencem em um distrito dominado por democratas por décadas.
O posicionamento de Kleinman como um conservador moderado foi visto como ideal em um distrito no qual os democratas têm muito mais apoiadores do que os republicanos, mas estavam divididos internamente. No entanto, sua candidatura foi fortemente resistida pelos setores mais reacionários do Partido Republicano local, particularmente por alguns grupos Tea Party, grupos anti-imigrantes e pelos isolacionistas, que controlam vários dos comitês locais do partido. no vale de San Fernando e fez campanha contra ele. Kleinman perdeu a eleição primária em 3 de junho de 2014, incapaz de superar a oposição dos grupos acima mencionados, em uma eleição marcada por uma abstenção recorde na história do distrito.

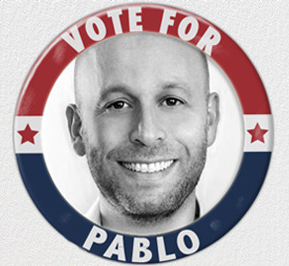
Distintivo de campanha de Kleinman para o Congresso

Entre as questões políticas mais notáveis da campanha não convencional de Kleinman ao Congresso estavam a adoção de princípios libertários em questões sociais como os direitos dos homossexuais, bem como uma política externa fortemente pró-Israel e a promoção do reconhecimento oficial do Genocídio Armênio pelo governo dos Estados Unidos que finalmente ocorreu cinco anos depois.
Anteriormente, ele atuou como Delegado e membro do Comitê Executivo do Partido Republicano da Califórnia. Em 7 de junho de 2016, ele foi eleito para o Comitê Central do Partido Republicano do Condado de Los Angeles para um mandato de quatro anos (2016-2020).

## Filantropia
Kleinman é vice-presidente e membro do patronato da Fundação Hispano-Judaica na Espanha, que está construindo o Museu Hispano-Judaico de Madrid. Ele também é presidente de uma organização sem fins lucrativos dedicada a promover a cultura hispanjudaica e as relações judaico-hispânicas nos Estados Unidos, chamada de Hispanic Jewish Endowment e fundada em 2017 em Miami.